# حمله به زندان مرکزی قندهار (۲۰۰۸)
حمله به زندان مرکزی قندهار حمله‌ای بود که توسط طالبان به زندان مرکزی قندهار صورت گرفت که طی آن ۱۵ پلیس افغانستانی، دو انتحاری و ۸ زندانی جان باختند. بر اثر این حمله ۴۰۰ تا ۱۰۰۰ زندانی فراری داده شد.